# Zangezur
Zangezur (en armenio: Զանգեզուր, en azerí: Zəngəzur) es una región histórica y geográfica ubicada en el sureste de Armenia y el suroeste de Azerbaiyánen las laderas de las montañas Zangezur, que corresponde en gran medida a la provincia de Syunik de Armenia, así como los distritos de Zangilán, Gubadli y Lachín de Azerbaiyán. Fue cedido a Rusia por la dinastía iraní kayar según el tratado de Gulistán en 1813. En la época soviética, las regiones de Goris, Kapan, Meghri y Sisian de la República Socialista Soviética de Armenia estaban ubicadas dentro de Zangezur, que en 1995 pasó a formar parte de la provincia de Syunik de Armenia.

## Etimología

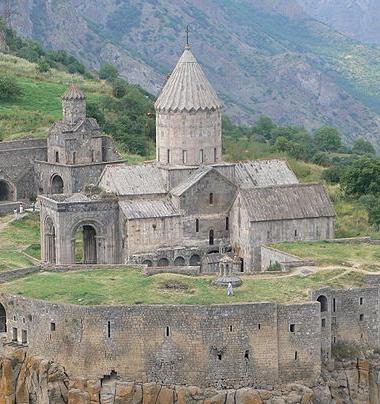
Monasterio armenio de Tatev, siglos X-XIII.

Existen varias teorías sobre el origen del nombre Zangezur. Según el erudito armenio Ghevont Alishan, Zangezur se deriva del nombre de la fortaleza de Dzagadzor (ahora un pueblo cerca de Goris), que lleva el nombre de un patriarca del clan Sisak, Dzagik. Con el tiempo, el nombre de Dzagadzor cambió y se convirtió en Zangezur.
Algunas fuentes también mencionan una posible conexión entre el nombre Zangezur y otro topónimo: el nombre del desfiladero de Tsakedzor (en armenio: Ծակեձոր, del armenio tsak - "agujero", dzor - "desfiladero, barranco") ubicado al noroeste de la ciudad de Goris en el valle del río Goris.
También hay varias explicaciones del nombre derivadas de tradiciones y leyendas populares. Por ejemplo, el nombre se interpreta como una combinación de armenio zang ("campana") y dzor ("desfiladero") o alternativamente como zang y zor ("poder"), es decir, una campana poderosa. Había un monasterio a unos 2 kilómetros de Goris que tenía una campana bastante ruidosa. Otra tradición relaciona el nombre con la época de las conquistas de Tamerlán. Según esta tradición, un príncipe armenio llamado Mher ofreció su ayuda a Tamerlán, diciendo que no podrá conquistar Syunik mientras en el pueblo de Khot exista la gran campana que avisará al principado en caso de peligro. Tamerlán prometió oro y poder a Mher si silenciaba la campana, y este último con sus conspiradores encendió un fuego debajo de la campana por la noche, amortiguando su sonido. Cuando el ejército de Tamerlán cruzó el río Aras e invadió Syunik, los intentos de avisar a la gente mediante la campana fueron en vano. El principado cayó de la noche a la mañana y la gente preguntaba asombrada "¿por qué no tocaron el timbre?". Algunos respondieron "sonar en vano", en armenio: “zange zur e” (en armenio: զանգը զուր է). Después de eso, el principado también pasó a llamarse Zangezur.

## Historia

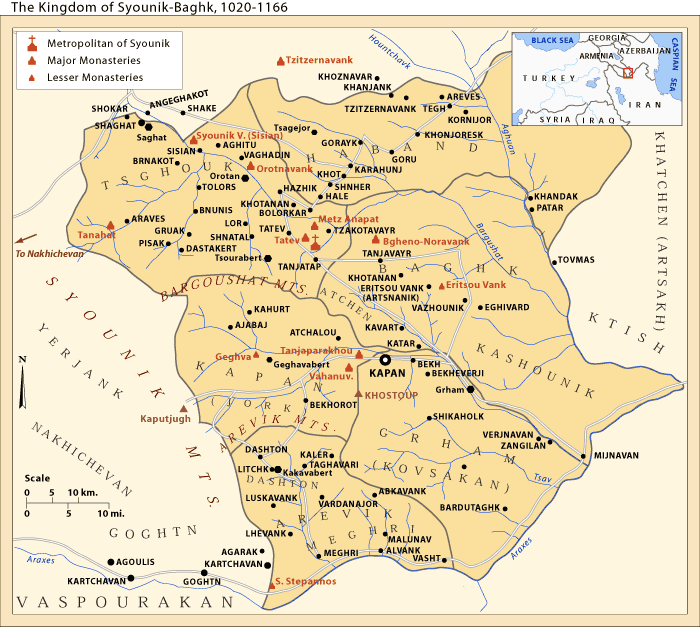
Reino de Syunik, 1020-1166.

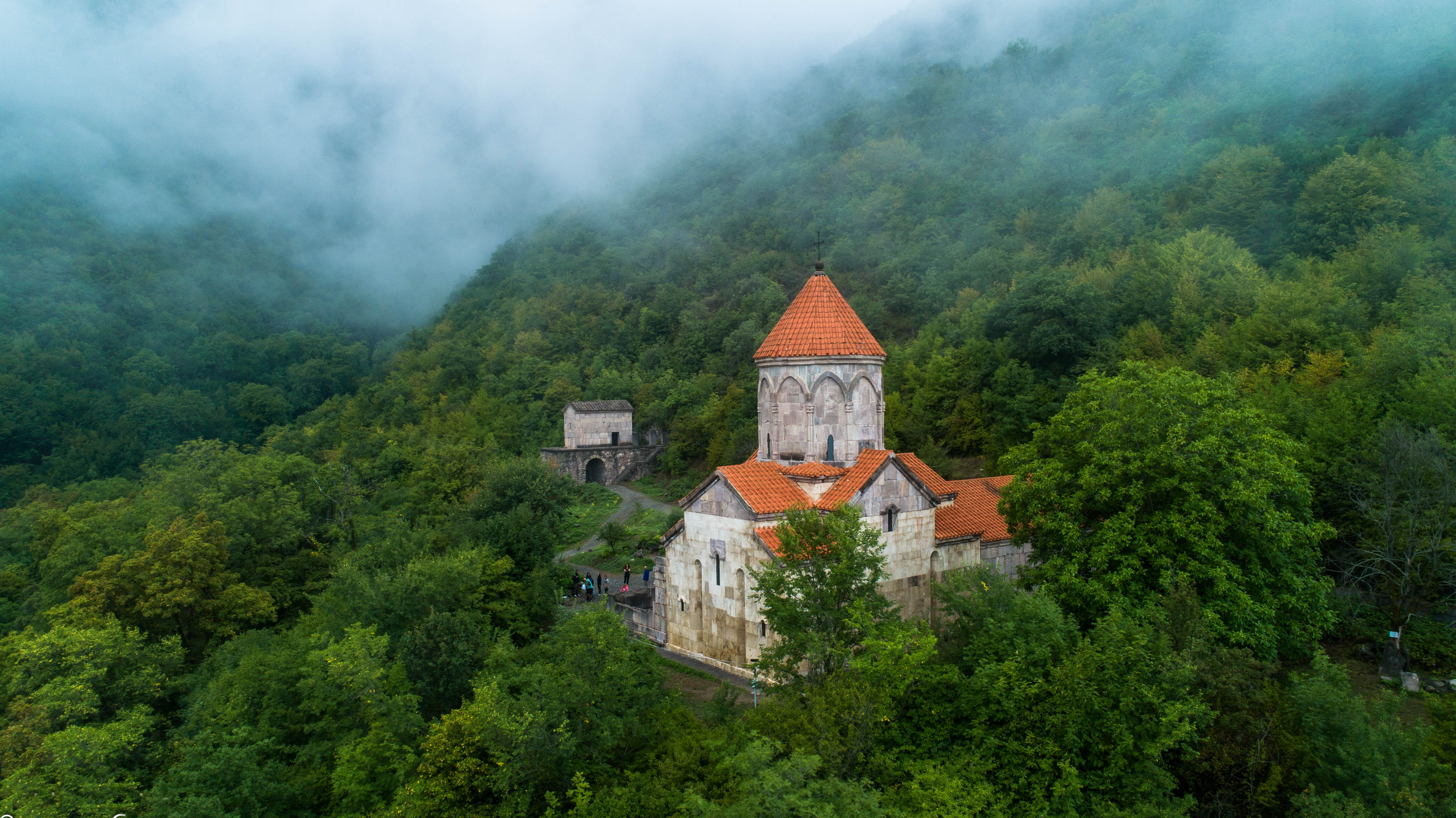
Vahanavank, monasterio de los siglos X-XI.

Históricamente, Zangezur era la parte sur de la antigua provincia armenia de Syunik. A. Redgate señala que el descubrimiento de una moneda ateniense del siglo VI a. C. en Zangezur indica la presencia de relaciones comerciales entre Armenia y Asia Menor. En el territorio de Zangezur se han encontrado inscripciones del rey de la Gran Armenia Artaxias I (189-160 a. C.). A principios del siglo IV, Syunik, junto con otras provincias de Armenia, se convirtió al cristianismo. De los doce gavars (regiones) de Syunik, siete estaban ubicados dentro de Zangezur (Chaguk, Agakhechk, Gaband, Bagk o Balk, Dzork, Arevik y Kusakan). A principios del siglo V, el científico y educador armenio Mesrob Mashtots realizó aquí actividades educativas y de predicación. Desde el año 428 hasta principios del siglo VII formó parte de la provincia armenia de Persia. A mediados del siglo VII, Zangezur, junto con toda Armenia, fue conquistada por los árabes.
A finales del siglo IX, Zangezur, como parte de Syunik, pasó a formar parte del Reino bagrátida de Armenia. Más tarde pasó a formar parte del Reino de Syunik (esto se debió al hecho de que en los años 970-980 el centro político de la región de Syunik comenzó a desplazarse hacia el sur, hacia el gavar de Balk).
En 1170, el Reino de Syunik fue derrotado por los selyúcidas. Después de la expulsión de los selyúcidas, existió en este territorio un principado armenio gobernado por los orbelianos (en 1236 se sometieron a los mongoles). El principado cayó en la primera mitad del siglo XV como resultado de varias invasiones del kan Toqtamish, Tamerlán, las tribus turcomanas de Kara Koyunlu y los timúridas de Shahruj.

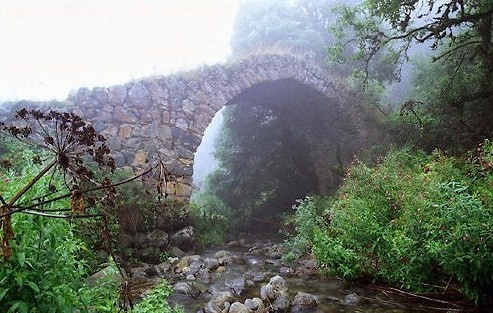
Puente del - cerca de la ciudad de Kapan.

En el siglo XV, Zangezur cayó bajo el dominio de la confederación Kara Koyunlu de tribus nómadas turcas, y más tarde bajo el dominio de Ak Koyunlu. La dominación de los ilkanatos mongoles y especialmente de los conquistadores turcomanos Kara Koyunlu y Ak Koyunlu tuvo consecuencias extremadamente graves: las fuerzas productivas fueron destruidas, parte de la población fue saqueada y exterminada y muchos monumentos culturales fueron destruidos. Las tierras fueron quitadas a la población local y fueron colonizadas por nómadas recién llegados, y parte de la población armenia se vio obligada a emigrar de sus tierras históricas.
En el siglo XVI, Zangezur pasó a formar parte del beglerbeg de Tabriz del estado safávida, y desde la segunda mitad del siglo XVIII formó parte del Kanato de Karabaj. Durante los siglos XVI y XVII, los melikatos feudales armenos continuaron existiendo en Zangezur, junto con Karabaj y Lori.
En los siglos XVII y XVIII, Zangezur y algunas regiones vecinas se convirtieron en la zona de la lucha de liberación del pueblo armenio contra el Imperio otomano y Persia. En 1722, estalló un levantamiento armenio en Zangezur y Karabaj. Unos años más tarde, bajo el liderazgo de David Bek, Mkhitar Bek y Ter-Avetis, los armenios lucharon contra los invasores otomanos. El sha persa Tahmasp II reconoció la autoridad de David Bek sobre esta región.
Según el tratado de Gulistán de 1813, Zangezur fue cedido al Imperio ruso. El 25 de enero de 1868, cuando se creó la gobernación de Elizavétpol, se formó el Uyezd (distrito) de Zangezur a partir de una parte del distrito de Shusha de la gobernación de Bakú y el distrito de Ordubad de la gobernación de Ereván.

### SiglosXXyXXI

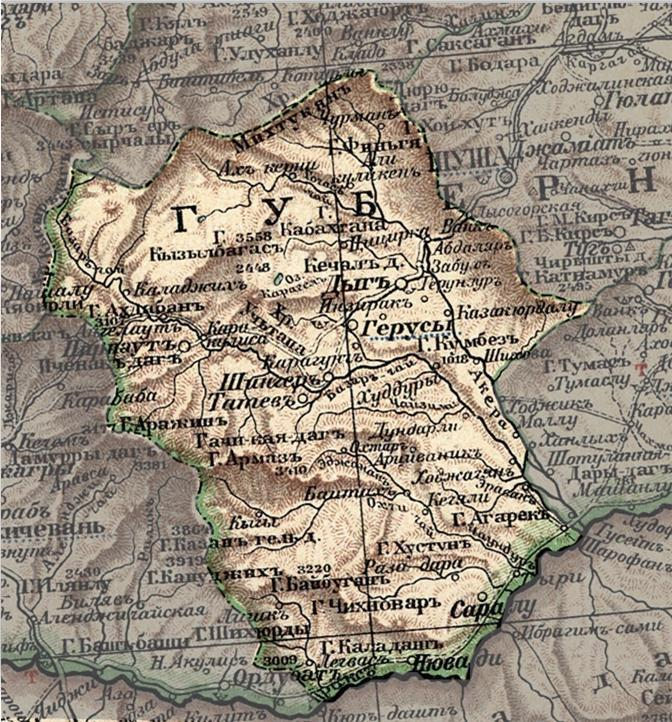
Uyezd (distrito) de Zangezur en el Imperio ruso.

Después de la Revolución de Octubre de 1917 y la creación y desintegración de la República Democrática Federal de Transcaucasia, surgieron disputas entre las recién creadas repúblicas de Armenia y Azerbaiyán por la propiedad de una serie de territorios con una población mixta, incluido Zangezur, que también se convirtió en el sitio de feroces enfrentamientos entre ambos países.
Habiendo entrado en conflicto tanto con los intervencionistas británicos como con el gobierno armenio, el comandante militar armenio Andranik retiró su ejército de Zangezur a Echmiadzin y en abril de 1919 lo disolvió. En septiembre de 1919, tras la retirada de las tropas británicas, Garegin Njdeh fue nombrado jefe de la defensa de la parte sur de Zangezur (Kapan), mientras que Poghos Ter-Davtyan fue encargado de defender su parte norte (Sisian). En noviembre, cerca de Geryusy (Goris), las tropas armenias lograron detener una ofensiva azerbaiyana, tras lo cual lanzaron un contraataque.
El 27 de abril de 1920, unidades del 11.º Ejército del Ejército Rojo cruzaron la frontera de la República Democrática de Azerbaiyán y el 28 de abril entraron en Bakú. Aquí se proclamó la República Socialista Soviética de Azerbaiyán.
El 10 de agosto de 1920 se concluyó un acuerdo entre la Primera República de Armenia y la RSFSR, según el cual se enviaron tropas soviéticas a las regiones en disputa (Karabaj, Zangezur y Najicheván) hasta la solución de las disputas territoriales. Después de la firma del acuerdo, el  general Dro, que comandaba las tropas armenias en Zangezur, abandonó la zona, pero sus asistentes, el comandante de la región de Kapan, Garegin Nzhdeh, y el comandante de la región de Sisian, Poghos Ter-Davtyan, se negaron a reconocer el acuerdo, por temor a que Zangezur fuera entregado al Azerbaiyán soviético.
Los destacamentos Dashnak comenzaron una guerra partidista contra las tropas soviéticas y las unidades turcas aliadas. A principios de octubre de 1920, estalló en la región un levantamiento masivo contra el poder soviético. Ter-Davtyan pronto murió en batallas con el Ejército Rojo, y Njdeh lideró el levantamiento sin ayuda de nadie. A finales de noviembre, dos brigadas del 11.º Ejército del Ejército Rojo y varios batallones turcos (un total de 1200 turcos) fueron derrotados por los rebeldes, y Zangezur quedó completamente bajo el control de los rebeldes.
El 25 de diciembre, el congreso celebrado en el monasterio de Tatev proclamó la "República Autónoma de Syunik", encabezada en realidad por Njdeh, que asumió el antiguo título de sparapet (comandante en jefe). Posteriormente, Njdeh también amplió su poder a parte de Alto Karabaj, uniéndose a los rebeldes que operaban allí.
Mientras tanto, el 29 de noviembre de 1920, se proclamó el poder soviético en Armenia, tras lo cual, el 30 de noviembre, el AzRevCom del Azerbaiyán soviético, declarando su intención de poner fin a las disputas territoriales, acordó la inclusión de Zangezur en la recién formada Armenia soviética. 
En diciembre de 1920, se concluyó un acuerdo entre la RSFSR y Armenia, según el cual Zangezur fue asignado a la RSS de Armenia.
Después de la derrota del levantamiento de febrero en el centro de Armenia, partes de los rebeldes se trasladaron a Zangezur y se unieron a las fuerzas de Njdeh.
El 27 de abril de 1921 se proclamó en el territorio controlado por los rebeldes la República de la Armenia Montañosa, en la que Njdeh asumió los cargos de primer ministro, ministro de guerra y ministro de asuntos exteriores.
En relación con la transición de las unidades del Ejército Rojo a la ofensiva, el 9 de julio de 1921, Njdeh, habiendo obtenido garantías del liderazgo de la Armenia soviética sobre la preservación de Zangezur como parte de Armenia, fue a Irán con los rebeldes restantes.
Según el censo agrícola de 1922, la población de la parte del distrito de Zangezur que se separó de la República Socialista Soviética de Armenia ascendía a 63.533 mil personas, incluidos 56.886 mil (89,5%) armenios, 6.464 mil (10,2%) turco-tártaros (azerbaiyanos) y 182 (0,3%) rusos. Se ha citado que el porcentaje armenio era algo menor antes de la Primera Guerra Mundial, pero esa cifra abarcaba varios distritos de las tierras bajas y, aun así, siempre había mostrado una clara mayoría armenia.
Otro agravamiento de las relaciones interétnicas en esta región tuvo lugar a finales de los años 1980, en el contexto del conflicto de Karabaj, durante el cual todos los azerbaiyanos que vivían en Zangezur y otras partes de Armenia huyeron a Azerbaiyán al mismo tiempo que los armenios huían de Azerbaiyán a Armenia.
En la época soviética, por el territorio de Zangezur pasaban los ferrocarriles Ordubad-Agarak-Meghri-Minjivan y Kapan-Zangelan-Minjivan. La comunicación ferroviaria en este tramo quedó interrumpida con el inicio de la primera guerra de Karabaj. Se interrumpió la conexión terrestre de Nakhichevan con Azerbaiyán a través de Armenia.

## Industria
En Zangezur funciona la planta de cobre y molibdeno de Kajaran, la mayor planta de Armenia para el enriquecimiento de minerales de cobre y molibdeno, que explota el depósito de cobre y molibdeno de Kajaran, uno de los mayores depósitos de minerales de cobre y molibdeno del mundo. La proporción de molibdeno en este depósito en el mundo es aproximadamente el 7%. Los productos de la planta se exportan a Europa.